# زكريا العمري
زكريا العمري مواليد 1 نوفمبر 1990 هو لاعب كرة قدم سوري يلعب في مركز الوسط مع نادي الاتحاد السوري.